# Săndulești
Săndulești (in ungherese Szind) è un comune della Romania di 1 931 abitanti, ubicato nel distretto di Cluj, nella regione storica della Transilvania.
Il comune è formato dall'unione di 2 villaggi: Copăceni e Săndulești.